# Bjärnå stationssamhälle
Bjärnå stationssamhälle (finska: Perniön asemanseutu) är en tätort (finska: taajama) i Salo stad (kommun) i landskapet Egentliga Finland i Finland. Tätorten uppstod runt Bjärnå järnvägsstation. Vid tätortsavgränsningen den 31 december 2021 hade Bjärnå stationssamhälle 225 invånare och omfattade en landareal av 1,67 kvadratkilometer.